# Liste du patrimoine immobilier classé d'Aubange
Cette page regroupe l'ensemble du patrimoine immobilier classé de la commune belge d’Aubange.
| Objet | Année de construction / Architecte | Adresse                         | Section communale | Coordonnées                      | Numéro d’inventaire | Illustration |
| --- | ---------------------------------- | ------------------------------- | ----------------- | -------------------------------- | ------------------- | --- |
| Totalité du château-ferme de Noedelange à Guerlange, de la forge, des façades et toitures des bâtiments de ferme donnant sur la cour intérieure, ainsi que des murs de clôture et de soutènement du jardin (M) ainsi que l'ensemble formé par ces constructions et les terrains environnants (S) |                                    | Guerlange                       |                   | 49° 35′ 07″ nord, 5° 50′ 45″ est | 81004-CLT-0001-01   | château-ferme de Noedelange à Guerlange                                                                                   |
| La croix de justice située au centre du village, au carrefour de la rue du Châlet et de la rue de la Fraternité à Halanzy |                                    | Halanzy                         |                   | 49° 33′ 34″ nord, 5° 44′ 35″ est | 81004-CLT-0003-01   | La croix de justice située au centre du village, au carrefour de la rue du Châlet et de la rue de la Fraternité à Halanzy |
| Calvaire situé rue Hansel à Aubange |                                    | Rue Hansel                      |                   | 49° 34′ 09″ nord, 5° 48′ 24″ est | 81004-CLT-0004-01   | Image manquanteTéléverser                                                                                                 |
| Calvaire situé rue Arend à Aubange |                                    | Rue Arend                       |                   | 49° 33′ 59″ nord, 5° 50′ 01″ est | 81004-CLT-0005-01   | Image manquanteTéléverser                                                                                                 |
| Calvaire situé dans le cimetière d'Athus |                                    |                                 | Athus             | 49° 33′ 53″ nord, 5° 50′ 07″ est | 81004-CLT-0006-01   | Image manquanteTéléverser                                                                                                 |
| Calvaire situé contre le mur de l'église Saint-Etienne à Athus |                                    |                                 | Athus             | 49° 33′ 55″ nord, 5° 50′ 09″ est | 81004-CLT-0007-01   | Image manquanteTéléverser                                                                                                 |
| Calvaire situé rue de Messancy à Aubange sur un excédent de voirie face au n° 12 |                                    | Rue de Messancy, 12             |                   | 49° 34′ 17″ nord, 5° 48′ 13″ est | 81004-CLT-0009-01   | Image manquanteTéléverser                                                                                                 |
| Calvaire de Battincourt, sis rue du Monument, 19 à Aubange |                                    | Rue du Monument 19              |                   | 49° 34′ 52″ nord, 5° 45′ 35″ est | 81004-CLT-0010-01   | Image manquanteTéléverser                                                                                                 |
| Calvaire situé rue de la Marne à Rachecourt |                                    | Rue de la Marne, Rachecourt     |                   | 49° 35′ 23″ nord, 5° 43′ 35″ est | 81004-CLT-0011-01   | Image manquanteTéléverser                                                                                                 |
| Calvaire situé à la sortie de Guerlange |                                    | Guerlange                       | Athus             | 49° 34′ 59″ nord, 5° 51′ 28″ est | 81004-CLT-0012-01   | Calvaire situé à la sortie de Guerlange                                                                                   |
| Calvaire situé à l'angle des rues du Calvaire et de Noedelange à Guerlange |                                    | Guerlange                       | Athus             | 49° 34′ 59″ nord, 5° 51′ 11″ est | 81004-CLT-0013-01   | Calvaire situé à l'angle des rues du Calvaire et de Noedelange à Guerlange                                                |
| Calvaire situé entre Rachecourt et Halanzy |                                    |                                 | Rachecourt        | 49° 35′ 00″ nord, 5° 43′ 56″ est | 81004-CLT-0014-01   | Calvaire entre Rachecourt et Halanzy                                                                                      |
| Calvaire encastré dans la façade d’une grange |                                    | Aix-sur-Cloie, rue Claie, 57    | Halanzy           | 49° 34′ 36″ nord, 5° 46′ 50″ est | 81004-CLT-0015-01   | Calvaire encastré dans la façade d’une grange                                                                             |
| Calvaire situé au lieu-dit Drinck |                                    | Aix-sur-Cloie                   | Halanzy           | 49° 34′ 47″ nord, 5° 46′ 56″ est | 81004-CLT-0016-01   | Calvaire au lieu-dit Drinck                                                                                               |
| Calvaire situé devant le mur de l'école |                                    | Aix-sur-Cloie                   | Halanzy           | 49° 34′ 37″ nord, 5° 46′ 55″ est | 81004-CLT-0017-01   | Calvaire devant l’école                                                                                                   |
| Calvaire situé en bordure du chemin |                                    | Aix-sur-Cloie, chemin d’Halanzy | Halanzy           | 49° 34′ 26″ nord, 5° 46′ 48″ est | 81004-CLT-0018-01   | Image manquanteTéléverser                                                                                                 |
| Le domaine de Clémarais |                                    |                                 |                   | 49° 34′ 24″ nord, 5° 47′ 51″ est | 81004-CLT-0019-01   | Domaine de Clémarais |
| La sacristie, les deux calvaires et le mur entourant le cimetière de Guerlange (M) ainsi que l'ensemble formé par l'ancien cimetière de Guerlange (S) |                                    | Guerlange                       | Athus             | 49° 34′ 55″ nord, 5° 51′ 17″ est | 81004-CLT-0020-01   | Cimetière de Guerlange |